# Арджента
Арджента (італ. Argenta) — муніципалітет в Італії, у регіоні Емілія-Романья, провінція Феррара.
Арджента розташована на відстані близько 310 км на північ від Рима, 45 км на схід від Болоньї, 31 км на південний схід від Феррари.
Населення — 22 039 осіб (2014).
Щорічний фестиваль відбувається 6 грудня. Покровитель — святий Миколай.

## Демографія
Населення за роками:

Станом на 1 січня 2023 року в муніципалітеті офіційно проживало 2517 іноземців з 68 країн, серед них 530 громадян країн Євросоюзу та 172 громадяни України.

## Сусідні муніципалітети
- Альфонсіне
- Баричелла
- Комаккьо
- Конселіче
- Феррара
- Імола
- Медічина
- Молінелла
- Портомаджоре
- Равенна
- Вог'єра